# Kesselimyia
Kesselimyia is een geslacht van insecten uit de familie van de breedvoetvliegen (Platypezidae), die tot de orde tweevleugeligen (Diptera) behoort.

## Soort
- K. chandleri Vanhara, 1981